# Ideal primar
În matematică, în special algebra comutativă, se spune că un ideal Q propriu al unui inel comutativ A este primar dacă ori de câte ori xy este un element din Q, atunci x sau yn sunt și ele elemente din Q pentru unele n > 0. De exemplu, în inelul numerelor întregi Z, (pn) este un ideal primar dacă p este un număr prim.
Noțiunea de ideal primar este importantă în teoria inelelor comutative deoarece orice ideal al unui inel noetherian⁠(d) are o descompunere primară⁠(d), adică poate fi scris ca o intersecție a unui număr finit de ideale primare. Acest rezultat este cunoscut sub numele de teorema Lasker–Noether. În consecință, un ideal ireductibil al unui inel noetherian este primar.
Există diferite metode de generalizare a idealelor primare la inele necomutative dar de obicei subiectul este studiat pentru inelele comutative. Prin urmare, se presupune că inelele din acest articol sunt inele comutative cu unitate.⁠(d)

## Exemple și proprietăți
- Definiția poate fi reformulată într-o manieră mai simetrică: un ideal {\displaystyle {\mathfrak {q}}} este primar dacă, ori de câte ori {\displaystyle xy\in {\mathfrak {q}}}, avem {\displaystyle x\in {\mathfrak {q}}} sau {\displaystyle y\in {\mathfrak {q}}} sau {\displaystyle x,y\in {\sqrt {\mathfrak {q}}}}. (Aici {\displaystyle {\sqrt {\mathfrak {q}}}} este radicalul lui {\displaystyle {\mathfrak {q}}}.)
- Un ideal Q al lui R este primar dacă și numai dacă orice divizor al lui zero din R/Q este nilpotent. (A se compara acest lucru cu cazul idealelor prime, unde P este prim dacă și numai dacă orice divizor al lui zero din R/P este de fapt zero.)
- Orice ideal prim este primar și, în plus, un ideal este prim dacă și numai dacă este primar și semiprim (numit și radicalul idealului în cazul comutativ).
- Orice ideal primar este un ideal principal.[2]
- Dacă Q este un ideal primar, atunci radicalul lui Q este în mod necesar un ideal prim P, iar acest ideal se numește idealul prim asociat al Q. În această situație, se spune că Q este P-primar.

- Pe de altă parte, un ideal al cărui radical este prim nu este neapărat primar: de exemplu, dacă {\displaystyle R=k[x,y,z]/(xy-z^{2})}, {\displaystyle >{\mathfrak {p}}=({\overline {x}},{\overline {z}})} și {\displaystyle {\mathfrak {q}}={\mathfrak {p}}^{2}}, atunci {\displaystyle {\mathfrak {p}}} este prim și {\displaystyle {\sqrt {\mathfrak {q}}}={\mathfrak {p}}}, dar avem {\displaystyle {\overline {x}}{\overline {y}}={\overline {z}}^{2}\in {\mathfrak {p}}^{2}={\mathfrak {q}}}, {\displaystyle {\overline {x}}\nu \in {\mathfrak {q}}} și {\displaystyle {\overline {y}}^{n}\not \in {\mathfrak {q}}} pentru orice n > 0, deci {\displaystyle {\mathfrak {q}}} nu este primar. Descompunerea primară a {\displaystyle {\mathfrak {q}}} este {\displaystyle ({\overline {x}})\cap ({\overline {x}}^{2},{\overline {x}}{\overline {z}},{\overline {y}})}; aici {\displaystyle ({\overline {x}})} este {\displaystyle {\mathfrak {p}}}-primar și {\displaystyle ({\overline {x}}^{2},{\overline {x}}{\overline {z}},{\overline {y}})} este {\displaystyle ({\overline {x}},{\overline {y}},{\overline {z}})}-primar.

- Un ideal al cărui radical este maximal este însă primar.
- Orice ideal Q cu radicalul P este conținut în cel mai mic ideal P- primar: toate elementele a astfel încât ax ∈ Q pentru unele x ∉ P.

- Dacă P este un ideal prim maximal, atunci orice ideal care conține o putere a lui P este P-primar. Nu toate idealele P-primare trebuie să fie puteri ale lui P, dar cel puțin ele conțin o putere a lui P; de exemplu, idealul (x, y2) este P-primar pentru idealul P = (x, y) în inelul k[x, y], dar nu este o putere a lui P, totuși îl conține pe P2.
- Dacă A este un inel noetherian și P un ideal prim, atunci nucleul lui {\displaystyle A\to A_{P}}, aplicația de la A la localizarea⁠(d) lui A la P, este intersecția tuturor idealelor primare P.[3]
- Un produs finit nevid de {\displaystyle {\mathfrak {p}}}-ideale primare este {\displaystyle {\mathfrak {p}}}-primar, dar un produs infinit de {\displaystyle {\mathfrak {p}}}-ideale primare poate să nu fie {\displaystyle {\mathfrak {p}}}-primar. Deoarece, de exemplu, într-un inel local noetherian cu idealul maximal {\displaystyle {\mathfrak {m}}}, {\displaystyle \cap _{n>0}{\mathfrak {m}}^{n}=0} (teorema de intersecție a lui Krull)  unde fiecare {\displaystyle {\mathfrak {m}}^{n}} este {\displaystyle {\mathfrak {m}}}-primar, de exemplu produsul infinit al idealului maximal (și, prin urmare, prim, și, prin urmare, primar) {\displaystyle m=\langle x,y\rangle } al inelului local⁠(d) {\displaystyle K[x,y]/\langle x^{2},xy\rangle } dă idealul nul, care în acest caz nu este primar (deoarece divizorul lui zero {\displaystyle y} nu este nilpotent). De fapt, într-un inel noetherian un produs nevid al idealelor {\displaystyle {\mathfrak {p}}}-primare {\displaystyle Q_{i}} este {\displaystyle {\mathfrak {p}}}-primar dacă și numai dacă există un întreg {\displaystyle n>0} astfel încât {\displaystyle {\mathfrak {p}}^{n}\subset \cap _{i}Q_{i}.}[4]